# كيث غيتي
كيث غيتي (بالإنجليزية: Keith Getty)‏ هو مغني بريطاني، ولد في 16 ديسمبر 1974 في ليسبورن في المملكة المتحدة.